# Urbanistica di Nocera Inferiore
(Domenico Rea, Ninfa plebea)
La città è priva di un vero e proprio centro storico.

## Urbanistica antica
Chiusa da due colline (San Pantaleone e Sant'Andrea – o collina del Parco) e un ampio monte (Monte Albino, ultima propaggine dei Monti Lattari), l'area urbana centrale di Nocera dei Pagani era caratterizzata, in passato, da ampie ville ricche di giardini. In tal modo lo sviluppo urbanistico ha avuto carattere sparso più che omogeneo.
Ciò ha favorito il frazionamento della città post-medievale, che era formata da una parte Soprana e una Sottana e caratterizzata da aree insediative sparse. 
I villaggi che componevano la Urbs Nuceria erano chiamati Università.

## Suddivisione della città

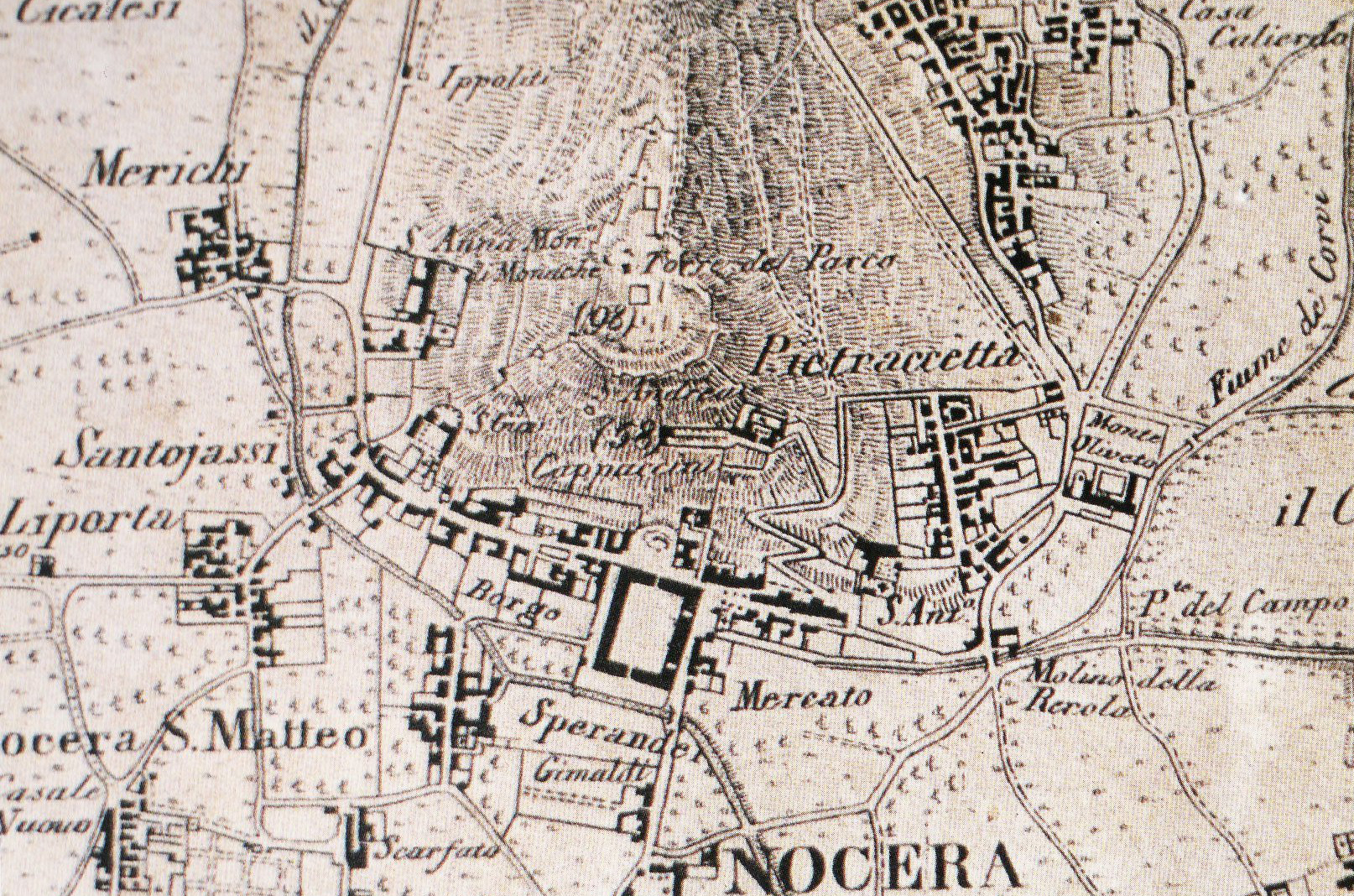
Il tenimento di Nocera nel 1831.

La città moderna si divide in 6 quartieri (composti da 31 rioni e da 10 località). Nelle zone rurali insistono le cosiddette "starze" (Starza dei Corvi, Starza San Pietro, Starza Sorrento...), le masserie dette "case" (Casarzano...) e le "contrade" (Zeccagnuolo). Il quartiere più popoloso è quello detto metropolitano, che racchiude i rioni del centro cittadino.

### Quartieri[1]
- Casolla - Grotti
- Cicalesi - Merichi
- Capocasale
- Metropolitano
- Piedimonte - Pietraccetta
- Storico

### Rioni
- Arenula o Rendola
- Borgo
- Calenda
- Capo Fioccano
- Capocasale
- Casale del Pozzo
- Casale Nuovo
- Casa Sasso
- Casolla
- Cerzeti
- Chivoli
- Cicalesi
- Cierro
- Ficucella
- Gelsi
- Grotti
- Liporta
- Marrata
- Mercato
- Merichi
- Monte di Dio
- Piedimonte
- Pietraccetta
- Pino Secco
- Sant'Anna
- Santa Maria a Palo
- San Matteo
- San Mauro
- Sperandei
- Strettola
- Vescovado
- Villanova

### Località[2]
- Caiano (17 abitanti, altitudine 21 m s.l.m.)
- Fiano (30 abitanti, altitudine 21 m s.l.m.)
- Fosso Imperatore (70 abitanti, altitudine 20 m s.l.m.)
- Montalbino (97 abitanti, altitudine 70 m s.l.m.)
- Montevescovado (65 abitanti, altitudine 68 m s.l.m.)
- Padula (47 abitanti,	altitudine 21 m s.l.m.)
- Rosto	(24 abitanti, altitudine 22 m s.l.m.)
- Santacroce (18 abitanti, altitudine 90 m s.l.m.)
- Zeccagnuolo (24 abitanti, altitudine 22 m s.l.m.)
- Codola (300 abitanti, altitudine -)
- Case Sparse (1 020 abitanti, altitudine -)

### I Casali
I nuclei residenziali hanno, quindi, occupato più punti della città, specialmente l'area a ridosso della collina e lungo la direttrice del corso Vittorio Emanuele. Insediamenti sparsi erano i rioni di Merichi e Cicalesi e Santa Maria a Palo.

#### Capo Casale, Casale del Pozzo, Casale Nuovo
Sviluppatisi lungo l'asse commerciale del corso i tre casali rappresentano il nucleo storico popolare più esteso della città. Si sviluppano a nord (Casale Nuovo) e a sud (Capo Casale e Casale del Pozzo) del corso vecchio.
Attualmente sono interessati da un'ampia opera di recupero.

#### Casolla
Insieme con Grotti l'abitato di Casolla costituisce uno dei quartieri in cui è divisa la città. Noto da documenti del Codex diplomaticus Cavensis sin dal 940, il casale conserva antichi palazzi e due importanti strutture religiose: la pregevole Cappella di San Nicola e la chiesa dei Santi Simone e Giuda, interessante per alcune manifestazioni religiose come il presepe vivente e la "cascata di rose" in occasione della festività di Santa Rita da Cascia.

#### Grotti
Situato nell'area orientale della città, dopo la "Piazza d'Armi", il piccolo rione è diviso con il comune di Nocera Superiore. Deve il nome alla presenza, nel sottosuolo, dell'anfiteatro dell'antica Nuceria. I lavori di fondamenta delle abitazioni successive ne intaccarono le scalee e le uscite (i vomitoria) che, per l'andamento longilineo e la copertura circolare, furono scambiate per grotticelle. Inoltre la moderna via Grotte (situata tra via Anfiteatro di Nocera Inferiore e via Portaromana di Nocera Superiore), curva seguendo il perimetro esterno della struttura romana (come curvano una parte degli edifici che insistono nell'area).

#### Merichi e Cicalesi
Sono casali isolati rispetto al centro urbano, a sud est rispetto all'attuale città. 
Merichi, molto piccolo, si contraddistingue perché ospita ancora uno dei crocifissi alzati in città dopo la fine di una pestilenza nel XVII secolo.
Cicalesi, più esteso, è stato caratterizzato in passato per l'ampiezza e la fertilità delle terre.
Il nucleo insediativi si è sviluppato attorno alla piccola parrocchia di San Giovanni Battista.
Oggi l'area, sede di importanti e moderni istituti scolastici, rappresenta un luogo di espansione della città. La stessa parrocchia è stata dismessa e sostituita da un edificio più grande e moderno.

#### Pietraccetta e Piedimonte
I rioni di Pietraccetta e Piedimonte costeggiano i fianchi sud-orientali della collina del Parco e rappresentano un insediamento storico di notevole interesse per l'intreccio di vie e violetti di cui sono formati.
Ospitano oggi importanti edifici pubblici come la sede dell'ASL SA 1, il tribunale e l'annessa Cittadella Giudiziaria (in via di ultimazione).

#### Vescovado
Il quartiere del Vescovado si è sviluppato dalla fine del XIV secolo, con l'elevazione a cattedrale della chiesa presente nel precedente monastero benedettino di San Prisco, sorto nel luogo della sepoltura del primo vescovo nocerino.
L'area, appena fuori dalla fortificazione occidentale dell'antica Nuceria (a sud-est rispetto alla città contemporanea), si è arricchita dal XVIII secolo in poi, di molti edifici pertinenti alla sede episcopale (come il palazzo vescovile e il seminario), acquistando l'elegante conformazione attuale.

#### Montalbino
La località Montalbino è importante a livello religioso per la presenza del complesso del Santuario di Santa Maria dei Miracoli, che sorge a mezza costa del Monte Albino, propaggine che chiude a sud la catena dei Monti Lattari e che dà chiaramente il nome all'intero abitato nocerino. Il Santuario è meta di molti pellegrinaggi di fedeli che accorrono numerosi da tutto l'Agro nocerino-sarnese, specialmente nella Settimana Santa, soprattutto tra il lunedì e il martedì in albis. Altre feste molto sentite dai locali sono la festa di San Giuseppe, organizzata dall'omonima parrocchia rionale, e la festa di San Prisco, patrono della città, che si svolge annualmente il nove maggio nel vicino rione del Vescovado. Degne di nota sono inoltre le tre fonti di acqua pura, che scorgano direttamente dal Monte Albino, denominate Bocca di mare, Musceo e Fontanelle.